# Беулф (филм, 2007)
Вижте пояснителната страница за други значения на Беоулф.
„Беулф“ (правилно е Беоулф) (на английски: Beowulf) е американски пълнометражен компютърно генериран анимационен филм от 2007 г., вдъхновен от едноименната староанглийската епическа поема, от която обаче се отклонява значително. Премиерата му в Обединеното кралство и САЩ е на 16 ноември 2007 и е достъпен за гледане в IMAX 3D, RealD, Dolby 3D и стандартен 2D фoрмат.

## Сюжет
Беоулф (Рей Уинстън) е смел гетски воин, който отива в Дания заедно със своя отряд войници, включващ най-добрия му приятел Уиглаф (Брендан Глийсън) в отговор на призива на крал Хротгар (Антъни Хопкинс), който се нуждае от герой, който да убие чудовището Грендел (Крипсин Главър). При пристигането си Беоулф е привлечен от съпругата на Хротгар - кралица Уелтау (Робин Райт).
Беоулф и неговите мъже празнуват в залата на Хротгар „Хеорот“, за да примамят Грендел, тъй като той напада само когато има празник. Когато Грендел идва, Беоулф го напада и открива, че той има свръхчувствителен слух, поради което прекъсва празниците на Хротгар. Грендел чувства болка поради шума, който те вдигат и Беоулф използва това за свое предимство, ранявайки смъртоносно Грендел, като откъсва ръката му, след което той избягва в пещерата си.
Там той казва на майка си какво му е било сторено и тя се заклева да си отмъсти, нападайки стаите на воините и избивайки всички освен Беоулф и Уиглаф, които отиват в нейната пещера с меча на Унфърт – Хрунтинг, за да я убият. Само Беоулф влиза в пещерата и открива, че майката на Грендел (Анджелина Джоли) е красива жена. Тя предлага да го направи крал, ако в замяна той я дари син, който да замести Грендел. Беоулф е прелъстен от нея и се връща, твърдейки, че я е убил.
Хротгар обаче подозира истината. Той също е бил прелъстен от майката на Грендел и е негов баща. След като назначава Беоулф за свой наследник като крал за учудване на своя кралски съветник Унфърт (Джон Малкович), Хротгар се самоубива.
След години възрастният Беоулф е женен за Уелтау, която отказва да му даде наследник. В резултат на това Беоулф си взема любовница, Урсула (Алисън Лохман). Един ден близко село е нападнато от дракон, който оставя Уиглаф жив, за да предаде на Беоулф съобщение: майката на Грендел се е отказала от тяхното примирие и е изпратила техния син, дракона, да унищожи кралството му.
Беоулф и Уиглаф отново отиват в пещерата на Грендел и се изправят срещу дракона, който напада замъка на Беоулф и се опитва да убие Уелтау и Урсула. Беоулф води епичен бой с дракона и накрая го убива, като с полуотсечена ръка сграбчва и изтръгва сърцето му, както навремето му е казал Хротгар, но умира след като е ранен от падането на дракона. Умирайки, той казва на Уиглаф истината за майката на Грендел и дракона.
Скоро след това Уиглаф, новият крал, дава на Беоулф нордическо погребение и гледа как тялото му е погълнато от морето. В този момент се появява майката на Грендел и се присъединява към погребението на Беоулф.